# Georg August Heinrich Mühlenbein
Georg August Heinrich Mühlenbein (* 15. Oktober 1764 in Königslutter von Grell; † 8. Januar 1845 ebenda; auch: Georgius Augustus Henricus Muehlenbein) war ein deutscher Arzt, Hofrat, herzoglicher Leibmedicus und Homöopath in Braunschweig.
Sein Vater war Pachtbeamter. Mühlenbein wurde von einem Hauslehrer unterrichtet, anschließend besuchte er die Bürgerschule in Königslutter, später in Holzminden, wo er in älteren Sprachen ausgebildet wurde. Ab 1784 studierte er an der Universität Helmstedt, wo der Vorlesungen der Medizin von Gottfried Christoph Beireis und der Chemie von Lorenz Grell hörte. An der Universität Braunschweig studierte er Anatomie und wurde am 2. November 1889 an der Universität Helmstedt mit zum Doktor der Medizin promoviert.
Kurzzeitig praktizierte er als Arzt in Königslutter und anschließend in Naumburg an der Saale. Wegen fehlender Medizinpolizei und einer schlecht beschaffene Apotheke ging er weiter nach Braunschweig, wo er die Stelle als Amtsarzt erhielt. In Schöningen starb der örtliche Amtsarzt bei einer Fleckfieber-Epidemie, weshalb Mühlenbein vom Herzog von Braunschweig nach Schöningen versetzt wurde. Anschließend schlug er das Angebot der Stelle des Amtsarztes in Heiligenstadt aus. Da der Posten in Blankenburg anderweitig besetzt wurde, wurde er Amtsarzt in Königslutter. Dort lernte er Samuel Hahnemann kennen und stelle Verschiedenheit der Ansichten und Gesinnungen fest. Von 1800 bis 1812 impfte er 1200 Kinder mit Pockenimpfstoff.
Er war Geheimer Hofrat und Ritter des Orden Heinrichs des Löwen. Ab 1822 war er Mitglied der Gelehrten Gesellschaft der Homeopathen.